# Inotersén
Inotersén es un medicamento indicado en el tratamiento de la polineuropatía en estadio 1 o 2 de pacientes adultos diagnosticados de polineuropatía amiloidótica familiar  por transtiretina. Es un oligonucleótido antisentido que actúa mediante unión selectiva al ARN mensajero de la transtiretina, evitando de esta forma la síntesis de la proteína transtiretina por el hígado, disminuyendo significativamente sus niveles en sangre. Se presenta en jeringas de 248 mg para administrar por vía subcutánea una vez a la semana. El medicamento  ha demostrado en ensayos clínicos reducir la progresión de la enfermedad frente a placebo de forma estadísticamente significativa. Los efectos secundarios más frecuentes son: reacción en el lugar de la inyección, náuseas, dolor de cabeza, cansancio y fiebre. Pueden producirse efectos secundarios graves, entre ellos trombocitopenia severa y daño renal.